# Kaiserstraße 161 (Mönchengladbach)

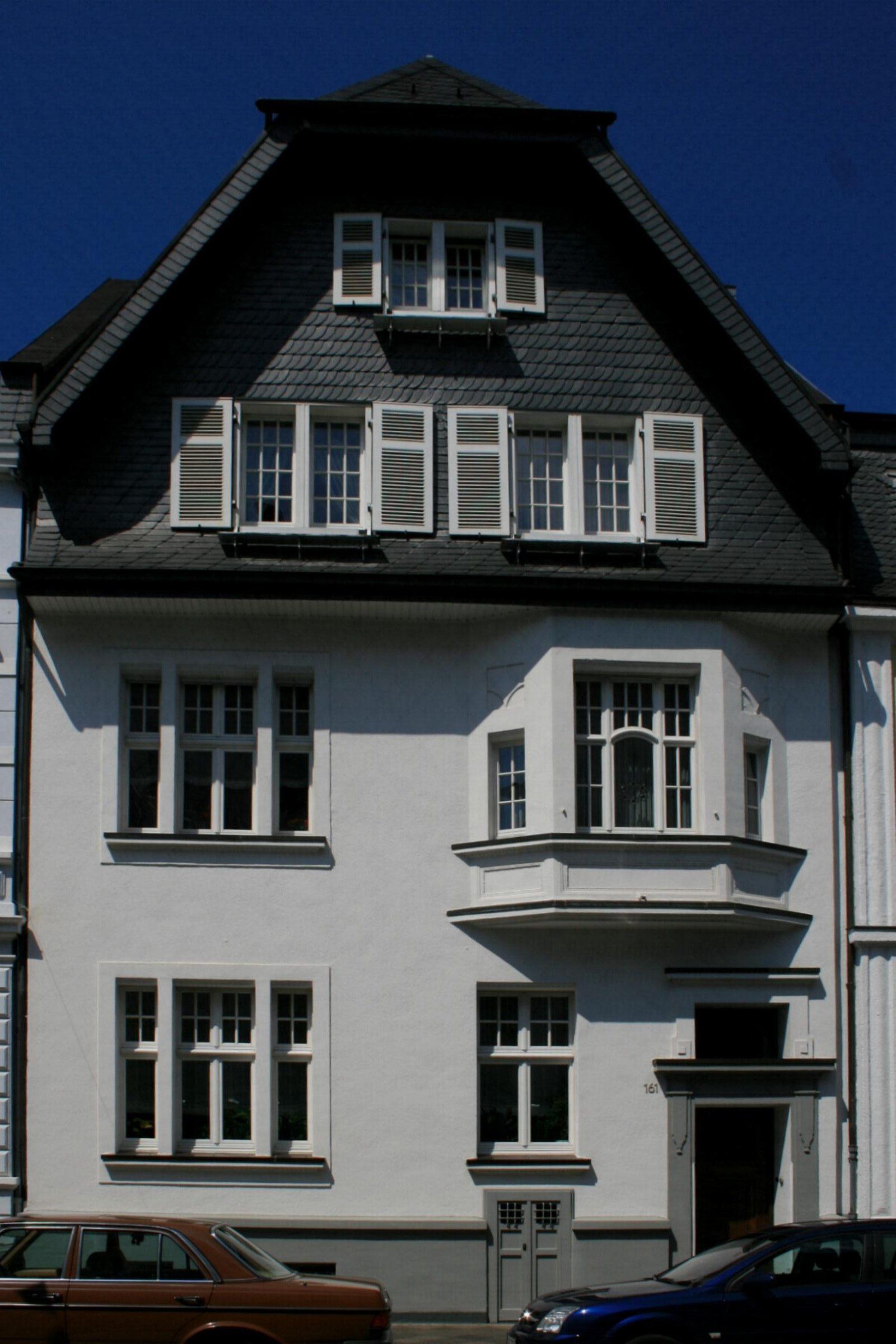
Wohnhaus (2010)

Das Wohnhaus Kaiserstraße 161 steht in Mönchengladbach (Nordrhein-Westfalen).
Das Gebäude wurde 1910 erbaut. Es wurde unter Nr. K 073 am 27. Februar 1991 in die Denkmalliste der Stadt Mönchengladbach eingetragen.

## Lage
Das Objekt liegt auf der Kaiserstraße im Bereich zwischen Lessingstraße und Eickener Straße in einem geschlossenen Ensemble.

## Architektur
Es handelt sich um ein giebelständiges, zweigeschossiges, differenziert mehrachsiges Gebäude.